# 1. slovenská národní fotbalová liga 1980/1981
V soubojích 12. ročníku 1. slovenské národní fotbalové ligy 1980/81 se utkalo 16 týmů dvoukolovým systémem podzim – jaro. Nováčky soutěže se staly týmy Jednota Trenčín (sestupující z 1. ligy), DAC Poľnohospodár Dunajská Streda, Lokomotíva Bučina Zvolen a Vagónka Poprad (vítězové jednotlivých skupin divize). Vítězem ročníku a zároveň jediným postupujícím se stal tým ZŤS Petržalka. O patro níž sestoupily týmy Jednota Trenčín, ZVL Považská Bystrica a Lokomotíva Bučina Zvolen.

## Konečná tabulka
Zdroj: 
| Poř. | Tým                               | Z  | V  | R  | P  | VG | OG | B  |
| ---- | --------------------------------- | -- | -- | -- | -- | -- | -- | -- |
| 1.   | ZŤS Petržalka                     | 30 | 19 | 3  | 8  | 57 | 27 | 41 |
| 2.   | Slovan Agro Levice                | 30 | 12 | 9  | 9  | 32 | 23 | 33 |
| 3.   | TJ ZŤS Martin                     | 30 | 13 | 6  | 11 | 36 | 27 | 32 |
| 4.   | ZVL Žilina                        | 30 | 14 | 4  | 12 | 49 | 42 | 32 |
| 5.   | Slavoj Poľnohospodár Trebišov     | 30 | 13 | 6  | 11 | 29 | 28 | 32 |
| 6.   | Spartak ZŤS Dubnica n/V           | 30 | 12 | 6  | 12 | 44 | 39 | 30 |
| 7.   | Slovenský hodváb Senica           | 30 | 12 | 6  | 12 | 31 | 30 | 30 |
| 8.   | Gumárne 1. mája Púchov            | 30 | 13 | 4  | 13 | 41 | 41 | 30 |
| 9.   | Vagónka Poprad                    | 30 | 12 | 6  | 12 | 31 | 33 | 30 |
| 10.  | Chemlon Humenné                   | 30 | 12 | 6  | 12 | 33 | 45 | 30 |
| 11.  | DAC Poľnohospodár Dunajská Streda | 30 | 9  | 11 | 10 | 47 | 42 | 29 |
| 12.  | TJ VSŽ Košice                     | 30 | 12 | 5  | 13 | 30 | 37 | 29 |
| 13.  | LB Spišská Nová Ves               | 30 | 11 | 6  | 13 | 34 | 40 | 28 |
| 14.  | Jednota Trenčín                   | 30 | 11 | 5  | 14 | 34 | 45 | 27 |
| 15.  | ZVL Považská Bystrica             | 30 | 9  | 8  | 13 | 32 | 39 | 26 |
| 16.  | Lokomotíva Bučina Zvolen          | 30 | 7  | 7  | 16 | 31 | 53 | 21 |

Poznámky:
- Z = Odehrané zápasy; V = Vítězství; R = Remízy; P = Prohry; VG = Vstřelené góly; OG = Obdržené góly; B = Body

|  | 1. československá fotbalová liga 1981/82    |
|  | 2. slovenská národní fotbalová liga 1981/82 |

## Soupisky mužstev

### DAC Poľnohospodár Dunajská Streda
Tibor Krizsán (1/0), Lóránt Majthényi (29/0) – Juraj Audi (30/5), Tibor Bajcsi (1/0), Jozef Bors (4/0), Jozef Brosz (28/1), Tibor Domonkos (15/1), Dionýz Horváth (26/1), Vojtech Horváth (13/1), Jozef Kováč (27/5), Karol Krištof (29/0), Jozef Lainc (26/3), Tibor Lelkes (16/2), Juraj Lépes (24/0), Pavol Leškiv (29/1), Juraj Majoroš (29/20), Michal Sill (18/4), Viliam Sipos (8/0), Juraj Szikora (8/2), Štefan Tösér (4/0), Ladislav Tóth (2/0), Tibor Velický (8/1) – trenér Vladimír Hrivnák, asistenti Juraj Szikora (1.–15. kolo) a Lóránt Majthényi (16.–30. kolo)